# Ahad Kazemi
Ahad Kazemi   (Iran, 22 de maig de 1975) és un ciclista iranià, professional des del 2002 fins al 2016. S'ha proclamat campió nacional en ruta en 2006. El 2010 va ser suspès amb dos anys per un positiu amb Metenolon, i al 2016 amb vuit anys per un positiu en Testosterona.

## Palmarès
- 1996
  - Vencedor de 2 etapes al Tour de l'Azerbaidjan
- 1998
  - 1r al Tour de l'Azerbaidjan
- 1999
  - 1r al Tour de l'Azerbaidjan i vencedor d'una etapa
- 2000
  - Vencedor d'una etapa a la Volta a Turquia
- 2001
  - 1r al Tour de l'Azerbaidjan
- 2002
  - Vencedor de 2 etapes al Tour de l'Azerbaidjan
- 2003
  - 1r al Tour de l'Azerbaidjan
- 2004
  - 1r a la Volta a Turquia
- 2005
  - 1r al Tour de Java oriental i vencedor d'una etapa
  - 1r al Tour de Taiwan i vencedor d'una etapa
  - Vencedor d'una etapa al Milad De Nour Tour
- 2006
  -  Campió de l'Iran en ruta
  - 1r al Tour de Taiwan i vencedor d'una etapa
  - Vencedor d'una etapa al Tour de l'Azerbaidjan
- 2007
  - 1r al Tour de Tailàndia i vencedor d'una etapa
  - Vencedor de 2 etapes al Tour de l'Azerbaidjan
  - Vencedor d'una etapa al Milad De Nour Tour
- 2008
  - 1r al Milad De Nour Tour i vencedor d'una etapa
  - 1r al President Tour of Iran i vencedor d'una etapa
- 2009
  - 1r al Tour de l'Azerbaidjan i vencedor d'una etapa
- 2015
  - Vencedor d'una etapa a la Volta al Singkarak
  - Vencedor d'una etapa al Tour de Fuzhou